# منتخب ساحل العاج تحت 20 سنة لكرة القدم
منتخب ساحل العاج تحت 20 سنة لكرة القدم (بالفرنسية: Équipe de Côte d'Ivoire des moins de 20 ans de football)‏ هو ممثل ساحل العاج الرسمي في المنافسات الدولية في كرة القدم في فئة كرة قدم تحت 20 سنة للرجال، يديريه اتحاد ساحل العاج لكرة القدم.